# Pronunciament de 1841
El pronunciament de 1841 va ser un pronunciament patrocinat i promogut per l'exregent d'Espanya, Maria Cristina de Borbó-Dues Sicílies i el seu marit, Fernando Muñoz, contra el regent, el general Espartero que es va forjar des de l'exili a França de la Reina Governadora juntament amb elements del Partit Moderat també en l'exili, i militars afins.

## Antecedents
A principis de 1841, Maria Cristina i el seu espòs Muñoz van viatjar a Itàlia per entrevistar-se amb el Papa Gregori XVI i obtenir d'ell la benedicció del seu matrimoni morganàtic, situació que pesava com una llosa en la situació política de Maria Cristina. El viatge va ser organitzat per Francisco Cea Bermúdez. Els esposos van aconseguir l'absolució que anhelaven, no sense haver de renunciar abans a l'obtenció de cap títol de noblesa per a l'espòs. D'aquesta forma, els moderats van veure renéixer l'esperança que Maria Cristina pogués liderar el Partit sense cap xacra en el seu historial personal i desoir als qui alimentaven el seu desig de retirar-se a la vida privada amb Muñoz. Així, al febrer els moderats van instar al govern francès al suport de Maria Cristina davant les aliances d'Espartero amb Anglaterra.
Al maig de 1841, al mateix temps que les Corts espanyoles concedien la regència única a Espartero, Maria Cristina va arribar a París on Lluís Felip d'Orleans la va instar a fixar la seva residència. Una vegada allí els moderats van desfilar davant la Cort de l'exregent sota l'atenta vigilància de Muñoz que es va convertir en pedra angular dels moviments polítics. Un dels primers homes a guanyar-se la confiança de Maria Cristina i el seu espòs va ser Juan Donoso Cortés que, més tard, es va convertir en autèntic paladí de la causa moderada més crítica amb els liberals progressistes. A aquest es van unir Francisco Javier de Istúriz, Diego de León y Navarrete, Juan González de la Pezuela i altres moderats de l'ala més conservadora.

## Els esdeveniments es precipiten
Ni María Cristina ni el seu espòs estaven per la labor de patrocinar i, menys, finançar, un moviment contra Espartero amb els qui jutjaven traïdors. Tots dos mostraven obertament la seva hostilitat als moderats als qui criticaven per no haver sabut defensar la regència i haver traït l'Estatut Reial de 1834. La posició dels moderats criticant a la regent quan es va veure obligada a capitular davant les peticions dels sergents de la Granja de San Ildefonso i la seva inacció en els mesos posteriors davant dels liberals, al costat dels pamflets que van llançar pels carrers de Madrid per fustigar el matrimoni secret amb Muñoz, eren els retrets més comuns. Muñoz fins i tot evocava el període anterior, el de la Dècada Ominosa, en el qual veia el reflex del que havia de ser la monarquia: un règim absolutista.
No obstant això, la situació va començar a canviar arran de diversos successos. D'una banda, la tutela de la reina Isabel, menor d'edat, es va encomanar a Agustín Argüelles Álvarez, home no desitjat per Maria Cristina; en segon lloc el relleu en les persones properes a la reina al Palau col·locant gent de confiança d'Espartero allunyava els contactes amb les seves filles, i en tercer lloc l'amenaça que suposava per a les pretensions de Maria Cristina la proximitat a la seva filla Isabel de la infanta Lluïsa Carlota, obstinada en unes noces de la reina amb algun dels seus fills. Per tots aquests motius finalment María Cristina va assegurar el finançament de la revolta.
El govern de Antonio González y González, home de confiança del general Espartero, va ser el que va haver de fer front al pronunciament organitzat des de París per la regent María Cristina amb la col·laboració del Partit Moderat i protagonitzat pels generals afins, encapçalats per Ramón María Narváez i en el qual també estava implicat el jove coronel Joan Prim, malgrat estar més proper als progressistes. Entre els polítics implicats destacaven el moderat Andrés Borrego Moreno i un històric del liberalisme, Antonio Alcalá Galiano, ara en les files del moderantisme.

## Els objectius del pronunciament

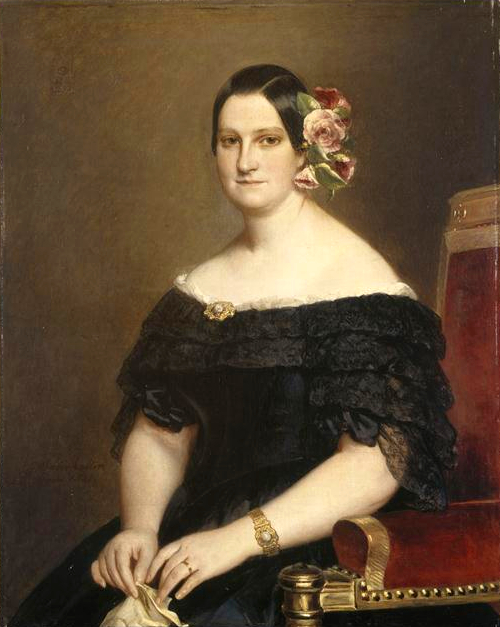
María Cristina de Borbó cap a 1841

La justificació del pronunciament per part dels implicats va ser que la “reina estava segrestada” pels progressistes, a través del seu tutor Agustín Argüelles Álvarez i de la dama de companyia nomenada per aquest, la comtessa d'Espoz i Mina, vídua del famós guerriller i militar liberal Francisco Espoz y Mina –en realitat el que estaven fent els progressistes era portar a la pràctica una de les seves aspiracions fonamentals: controlar l'educació de la reina, sobre la idea d'una “reina liberal”.
Per això l'objectiu del pronunciament era la tornada de María Cristina, “desitjosa de recuperar la Regència i la tutela règia de la qual havia estat formalment apartada, fet aquest últim bàsic, ja que suposava controlar els ressorts de Palau com poder de fet en la presa de decisions polítiques i econòmiques”.
Segons Juan Francisco Fuentes, el pronunciament era no només antiesparterista sinó també antiliberal, “que s'explica pel pes determinant que tant l'ex regent –que va finançar la revolta amb més de vuit milions de rals- com el seu marit, Fernando Muñoz, van tenir en la direcció del cop i per la participació en el mateix de sectors carlins descontents amb el suposat incompliment del Conveni de Vergara… així com la notòria complicitat de les diputacions forals, contràries a la solució centralista que acabava de donar el govern als furs bascos”.
Així mateix comptava amb el suport dels exmilitars carlistes descontentaments perquè encara estaven pendents del reconeixement de la graduació aconseguida durant la Primera Guerra Carlista i de la consegüent integració en l'exèrcit, tal com s'havia pactat en el Conveni de Vergara. “No és que la qüestió carlista fos la clau del pronunciament, però sí va procurar base social i cobertura territorial. Resulta significatiu que els principals nuclis de la seqüència de pronunciament se situessin al País Basc-Navarra”.
Així mateix, molts elements carlistes, descontentaments amb el final de la Guerra, estaven disposats a donar una lliçó a Espartero, general victoriós per excel·lència en la guerra carlista. Els moderats més reaccionaris no van dubtar a aliar-se amb ells, oferint fins i tot esperances d'una unió futura de la Reina Isabel amb un hereu directe de l'Infant Carles, unint així a les dues branques enfrontades dels Borbó.

## Fracàs del pronunciament
María Cristina, encara finançant la revolta, va negar als elements civils i militars la seva implicació fins que se li garantissin dues coses: la protecció del Palau Reial i, per tant, de les seves filles; i la possibilitat de la seva fugida si la revolta fracassava pel temor que sobre elles recaigués la reacció liberal.
Istúriz, que era, de facto, el cap de la conspiració civil, juntament amb Antonio Alcalá Galiano, van rebre la major part dels diners de l'exregent i dels seus banquers francesos i espanyols. En la conspiració estaven implicats també els militars Ramón María Narváez i Leopoldo O'Donnell, encara que aquest últim amb un menor convenciment donat l'esperit absolutista que tenia la trama.
El govern de Espartero va tenir coneixement al setembre de 1841 dels moviments civils i militars i, davant la possibilitat que l'operació fracassés encara abans de començar, O'Donnell es va veure obligat a revoltar-se a Pamplona abans d'hora.

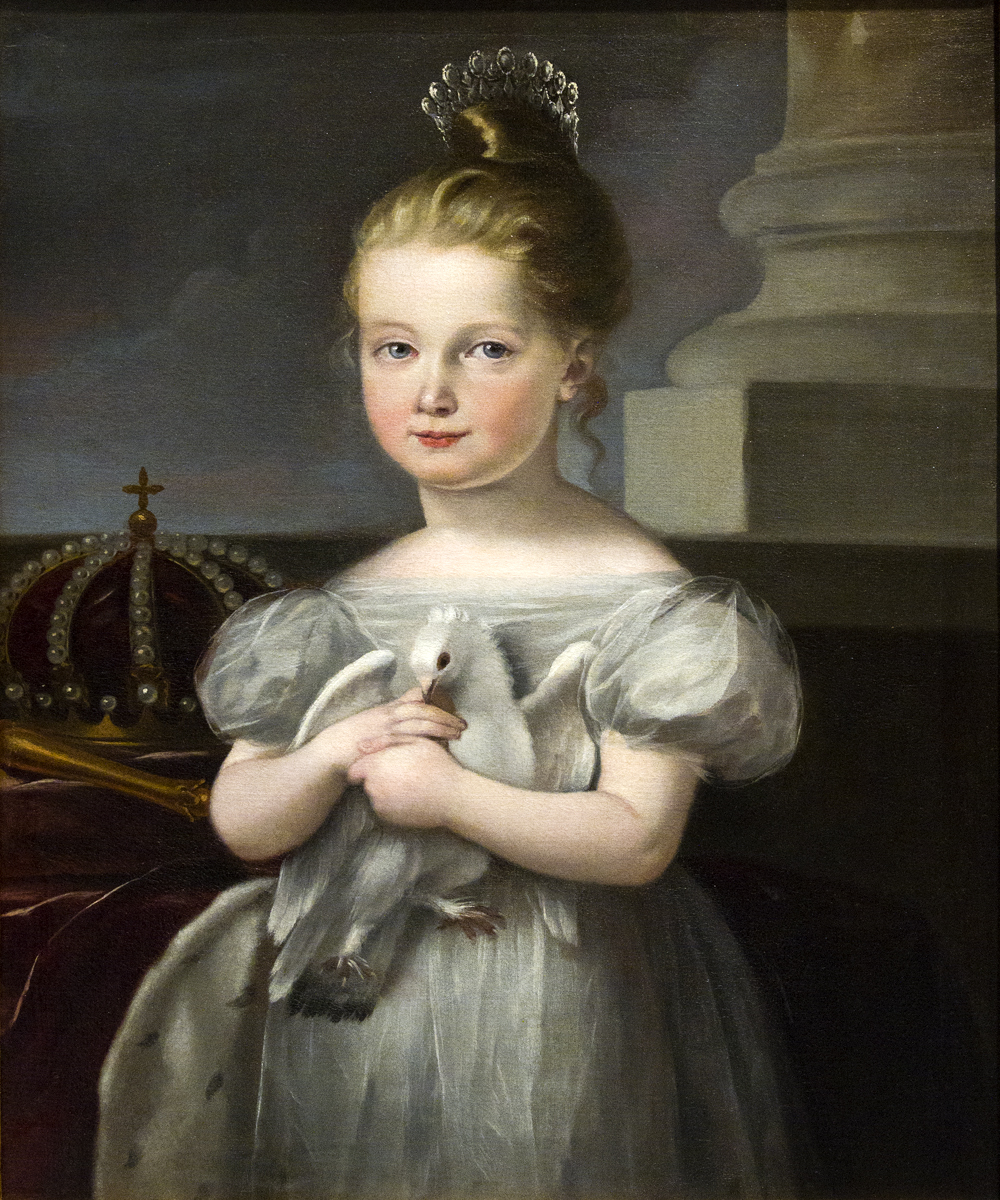
Isabel II de nena, cap a 1840.

Així, el moviment militar el va iniciar el 27 de setembre a Pamplona el general Leopoldo O’Donnell però no va aconseguir que la ciutat proclamés com regent Maria Cristina, a pesar que va ordenar bombardejar la ciutat des de la seva ciutadella, pel que l'inici efectiu del pronunciament va ser la revolta de Vitòria pel general Piquer el 4 d'octubre, que va ser seguida per la proclamació a Bergara pel general Urbiztondo de María Cristina com a regent, alhora que es constituïa en el seu nom una “Junta Suprema de Govern” presidida per Manuel Montes de Oca.
Altres poblacions com Saragossa o Bilbao ho van seguir en els primers dies d'octubre, però la planificació va fallar perquè es comptava amb la primera gran revolta a Andalusia dirigida per Narváez seguida d'altres moviments en Madrid.
El 7 d'octubre va tenir lloc el fet més significatiu del pronunciament: l'assalt al Palau reial per capturar Isabel II i a la seva germana i “portar-les al País Basc; allí es proclamaria de nou la tutoria i regència de Maria Cristina i es nomenaria un govern presidit per Istúriz. El 7 d'octubre, en una nit de pluja, els generals Diego de León y Navarrete i Manuel Gutiérrez de la Concha e Irigoyen, amb la complicitat de la guàrdia exterior, van entrar al Palau Reial, però no van aconseguir apoderar-se de les dues nenes, davant la resistència que van fer en l'escala principal els alabarders”. El general Diego de León es va lliurar convençut que Espartero l'afusellaria.
Així doncs l'operació va resultar un absolut fracàs per la contundent reacció dels alabarders de la Guàrdia Reial dirigits amb mestratge pel coronel Domingo Dulce y Garay. El dia anterior, l'Infant Carlos ja havia negat la seva implicació en la revolta donat el mal resultat que s'aveïnava i Ramon Cabrera i Grinyó no havia participat de cap manera en l'intent.

## Conseqüències

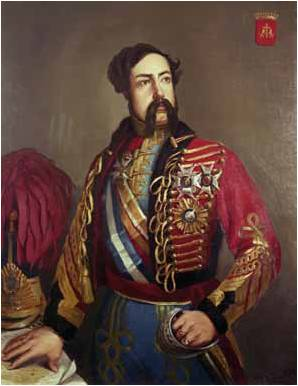
Tinent general Diego de León, afusellat el 15 d'octubre de 1841 per la seva implicació en el pronunciament.

Els principals militars implicats, com O'Donnell i Narváez van aconseguir exiliar-se. Altres com Cayetano Borso de Carminati, Manuel Montes de Oca i Diego de León y Navarrete van ser capturats i executats.
La resposta de Espartero va trencar amb una de les regles no escrites entre els militars respecte dels pronunciaments –respectar la vida dels derrotats- doncs va manar afusellar als generals Cayetano Borso de Carminati, Manuel Montes de Oca i Diego de León y Navarrete, la qual cosa va causar un enorme impacte en gran part de l'exèrcit i en l'opinió pública, inclosa la progressista –la mort del jove general Diego León, “a qui Espartero es va negar a indultar, va quedar en la memòria popular com un crim imperdonable del regent”-. D'altra banda la dura repressió duta a terme per Espartero no va acabar amb la conspiració moderada, que va continuar actuant a través de la clandestina Ordre Militar Espanyola.
Una altra de les conseqüències del pronunciament moderat de 1841 va ser que a diverses ciutats es va produir un aixecament progressista per impedir-lo, encara que una vegada derrotat algunes juntes van desobeir l'ordre de Espartero de dissoldre's i van desafiar l'autoritat del regent. Els successos més greus es van produir a Barcelona on la “Junta de Vigilància” presidida per Juan Antonio Llinás y de Ortiz Repiso, aprofitant l'absència del capità general Juan van Halen y Sarti que s'havia desplaçat a Navarra per acabar amb el pronunciament moderat, va procedir a demolir l'odiada fortalesa de la Ciutadella manada construir per Felip V després de la seva victòria en la guerra de successió espanyola, que era considerada per la majoria dels barcelonins un instruments d'opressió. A més amb aquesta mesura es pretenia proporcionar treball als molts obrers que es trobaven en atur. La resposta d'Espartero va ser suprimir la Junta per “abús de la llibertat” i desarmar a la milícia, a més de dissoldre l'ajuntament i la diputació de Barcelona i fer pagar a la ciutat la reconstrucció dels murs de la Ciutadella que ja s'havien derrocat.
Poc després, al desembre de 1841, es van celebrar eleccions municipals, en les quals en algunes ciutats -com Barcelona, València, Sevilla, Cadis, Còrdova, Alacant o Sant Sebastià- es va produir per primera vegada un ascens notable del republicanisme, per la qual cosa a les tradicionals reivindicacions populars, com la supressió dels consums i l'abolició de les quintes, es va sumar la supressió de la Monarquia, la reducció de la despesa militar o el repartiment de les terra. D'aquesta forma naixia i es consolidava un moviment radical a l'esquerra del Partit Progressista “que conjuminava la lluita per la democràcia plena, identificada amb la república i el federalisme, amb l'aspiració a una societat més igualitària”.